# Эрбер, Пьер-Юг
Пьер-Юг Эрбе́р (фр. Pierre-Hugues Herbert; родился 18 марта 1991 года в Шильтигхейме, Франция) — французский теннисист; обладатель некалендарного «карьерного» Большого шлема в парном разряде (всего пять титулов); победитель двух Итоговых турниров ATP в парном разряде (2019, 2021); финалист одного турнира Большого шлема в парном разряде (Открытый чемпионат Австралии-2015); победитель 24 турниров ATP в парном разряде; бывшая вторая ракетка мира в парном разряде; победитель Кубка Дэвиса (2017) в составе национальной сборной Франции.
В юниорах: победитель одного юниорского турнира Большого шлема в парном разряде (Уимблдон-2009); финалист парного турнира Orange Bowl (2009); бывшая девятая ракетка мира в юниорском рейтинге.

## Общая информация
Родителей Пьера-Юга зовут Жан-Рош и Мари-Лор. Оба супруга являются теннисными тренерами и в три года дали возможность попробовать себя в этой игре и своему сыну.
Лучший элемент игры француза — действия у сетки.

## Спортивная карьера

### Начало карьеры

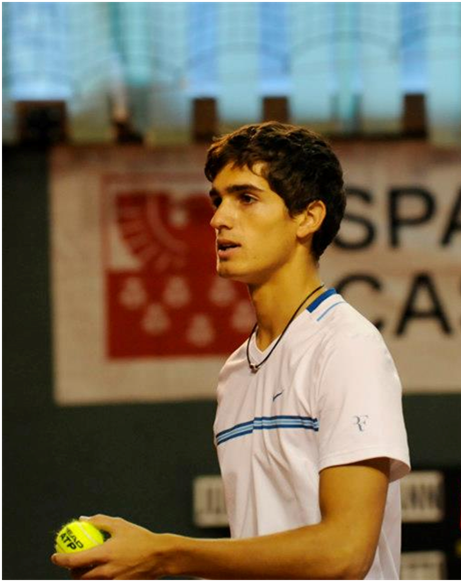
Эрбер на «челленджере» в Ортизеи 2012 года

На юниорском этапе карьеры Эрбер смог выиграть Уимблдонский турнир 2009 года в парном разряде среди юниоров, выступив там совместно с немцем Кевином Кравицом. Профессиональную карьеру он начинает в 2010 году. В августе того года он выиграл первый парный титул на турнирах серии «фьючерс». В сентябре также пока только в парном разряде Пьер-Юг дебютирует в Мировом туре ATP, сыграв на турнире в Меце. В октябре того же года совместно с Николя Ренаваном он берёт парный трофей на турнире серии «челленджер» в Орлеане.
В марте 2011 года Ренаван и Эрбер выиграли парные соревнования на «челленджере» в Шербур-Октевиле. Их французский дуэт получил Уайлд-кард для участия в мае на турнире серии Большого шлема Открытом чемпионате Франции, где они не смогли пройти дальше первого раунда. За весь сезон 2011 года Эрбер смог выиграть в парах пять «фьючерсов» и три «челленджера», а также взял первый одиночный титул на «фьючерсе». В 2012 году Эрбер по-прежнему выступает в основном на турнирах младших серий. Сильного прогресса за этот сезон он не добился, перейдя в одиночном рейтинге из четвёртой в третью сотню. за тот сезон он выиграл два «фьючерса» в одиночках и по два «челленджера» и «фьючерса» в парах.
В 2013 году французский теннисист смог перейти во вторую сотню рейтинга. Ему удается выиграть по три одиночных и парных «фьючерса» и также победить на трёх парных «челленджерах». В сентябре через квалификацию он впервые пробился в основной турнир ATP в одиночках и сыграл в первом раунде в Меце против Флориана Майера. В конце сезона Эрбер смог попасть на турнир серии Мастерс в Париже. В первом раунде он в двух сетах обыграл соотечественника Бенуа Пера, а во втором сыграл против второй ракетки мира на тот момент Новака Джоковича и проиграл превосходящему его по классу сопернику со счётом 6-7(3), 3-6.

### 2014—2015 (финал в Австралии и победа в США)

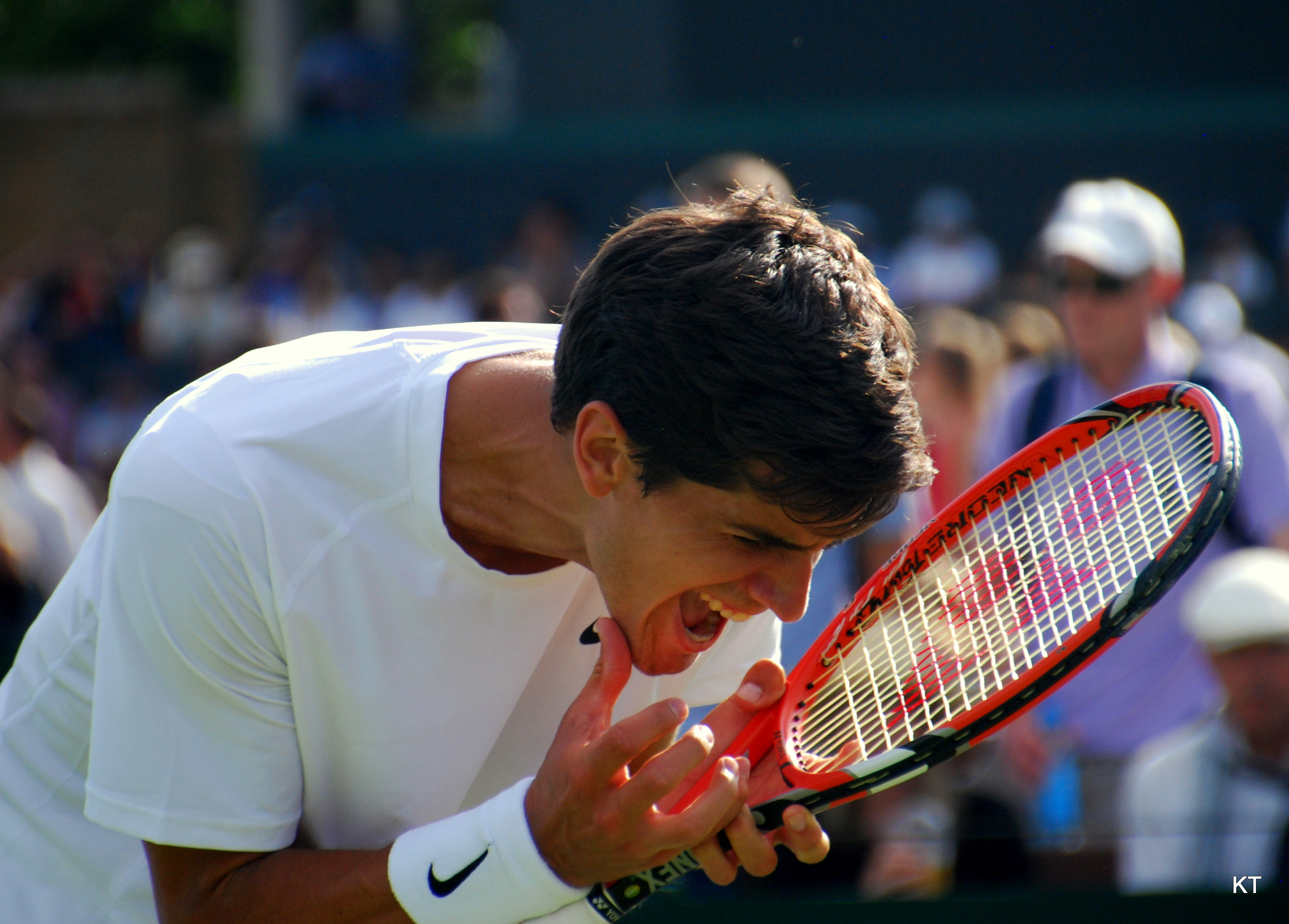
Эрбер на Уимблдонском турнире 2014 года

В январе 2014 года Эрбер пробился на турнир в Брисбене, где проиграл в первом раунде. В феврале на турнире в Монпелье он смог пройти во второй раунд. Через неделю после этого Пьер-Юг сделал победный дубль на «челленджере» в Кемпере, выиграв одиночку и пару. В мае с Адилем Шамасдином он победил на парном «челленджере» в Тунисе. На Открытом чемпионате Франции он впервые выступил в основных одиночных соревнованиях турниров из серии Большого шлема. В первом раунде Эрбер проиграл американцу Джону Изнеру. В июне, перейдя на травяной корт, французский теннисист вышел через квалификацию на турнир в Халле, где сумел в первом раунде обыграть Ежи Яновича 7-6(5) 6-2, но далее проиграл Филиппу Кольшрайберу. Также через квалификацию Эрбер пробился на Уимблдонский турнир, где уже в первом раунде проигрывает Джеку Соку. В сентябре ему удалось выиграть парный трофей «челленджера» в Сен-Реми-де-Провансе в альянсе с россиянином Константином Кравчуком. Осенью Эрбер выступает уже в основном на турнирах Мирового тура ATP. В октябре в дуэте с Михалом Пшисенжным Пьер-Юг выигрывает первый в карьере титул ATP, взяв его на турнире в Токио. В конце сезона он смог сделать дубль на «челленджере», проходившем в Муийрон-ле-Каптиф. По итогам сезона 2014 года Эрбер смог в парном рейтинге войти в топ-100, а в одиночном вплотную к нему приблизиться.
Сезон 2015 года становится прорывным в карьере французского теннисиста. Ещё в концовке сезона 2014 года Маю попробовал выступать в парном разряде со опытным соотечественником Николя Маю. В 2015 году их партнёрство становится постоянным и уже на Открытом чемпионате Австралии они сумели пройти в финал, где в двух сетах проиграли итальянскому дуэту Симоне Болелли / Фабио Фоньини. Для Эрбера это был настоящий успех, так как ранее он здесь не выступал, а на Большом шлеме всегда проигрывал на старте. Уже летом, выступая на траве на турнире в Хертонгебосе, Маю и Эрбер дошли до финала парных соревнований, но уступили. Зато через неделю им удается взять парный приз на турнире в Лондоне. В индивидуальных соревнованиях Уимблдона Эрбер смог принять участие и прошёл во второй раунд, где проиграл Бернарду Томичу. В августе он впервые успешно выступает в основном туре на одиночных соревнованиях.
В преддверии Открытого чемпионата США французский теннисист смог поучаствовать на турнире в Уинстон-Сейлеме, благодаря победе в квалификации. По ходу турнира он обыграл Сергея Стаховского, Маркоса Багдатиса, Аляжа Бедене, Пабло Карреньо и Стива Джонсона. В итоге Эрбер вышел в финал, хотя ранее на основных соревнованиях в одиночном разряде не мог пройти даже в четвертьфинал. В решающем поединке за титул он все же уступает южноафриканцу Кевину Андерсону. Этот результат позволяет ему впервые попасть в первую сотню одиночного рейтинга.
На Открытом чемпионате США Эрбера ждал ещё более важный успех. Если в одиночках он выбыл уже на старте, проиграв Роберто Баутисте, то в парном разряде совместно с Маю он выигрывает титул победителя Большого шлема. Маю и Эрбер стали первой чисто французской командой, которая выиграла мужские парные соревнования на кортах США (до этого из французов здесь побеждал лишь Пьер Бартес в 1970 году, выступавший в альянсе с югославским спортсменом Николой Пиличем).
Эрбер после выступления в США вошёл в парном рейтинге в первую десятку. В сентябре в Меце с Маю он выходит в финал парных соревнований. В концовке сезона Маю и Эрбер приняли участие в парном розыгрыше Финала Мирового Тура ATP и, выиграв один матч и проиграв два, не смогли выйти из группы. В итоговом рейтинге 2015 года Пьер-Юг занял 167-е место в одиночном и 14-е в парном рейтингах.

### 2016—2017 (победа на Уимблдоне и в Кубке Дэвиса, № 2 в парном теннисе)
Эрбер в январе 2016 года смог через три раунда квалификации отобраться на Открытый чемпионат Австралии. Ему также удалось преодолеть два первых раунда и в третьем выйти на своего соотечественника Жо-Вильфрида Тсонга, которому, в свою очередь, Пьер-Юг уже уступает. Эрбер, в попытках вернуть место в топ-100 одиночного рейтинга, в феврале играет на «челленджерах» и выигрывает один из них (в Бергамо). Также в том месяце он выиграл «челленджер» в парном разряде, проводившийся в Вроцлаве (совместно с Альбано Оливетти). Весной, вернувшись в основной тур, Эрбер успешно выступает на парных турнирах серии Мастерс. В альянсе с Маю ему удалось выиграть три стартовых Мастерса сезона подряд, завоевав титулы в Индиан-Уэллсе и Майами на харде и в Монте-Карло на грунте. Это позволило подняться Эрберу на четвёртое место в парном рейтинге. На кортах Ролан Гаррос в мае Пьер-Юг проигрывает в первом раунде Александру Звереву. На травяном турнире в Лондоне Маю и Эрбер взяли очередной в сезоне парный титул и с хорошим настроением отправились на Уимблдонский турнир. В одиночных соревнованиях Уимблдона Эрбер смог пройти в стадии третьего раунда на турнирах Большого шлема, где его обыграл партнёр по парным выступлениям Николя Маю. В парном же разряде Маю и Эрбер смогли победить, взяв после выступления в США второй в карьере Большой шлем. Этот триумф позволяет Эрберу стать вторым номером мировой парной классификации и опережал его теперь только Маю.
В августе Пьер-Юг принял участие в первой в своей карьере Олимпиаде, которая проводилась в Рио-де-Жанейро. Выступив на Олимпийском теннисном турнире в парном разряде (с Маю) и миксте (с Кристиной Младенович), Эрбер довольно скоро покинул его, уступив с партнёрами в обоих соревнованиях в первом раунде. На Открытом чемпионате США он в первом раунде проиграл Мише Звереву. В парном разряде Маю и Эрбер не смогли защитить прошлогодний титул, однако смогли дойти до высокой стадии полуфинала. В начале октября Эрбер выигрывает «челленджер» в Орлеане и вновь по ходу сезона возвращается в первую сотню одиночного рейтинга. В паре с Маю до конца сезона удалось выйти в финалы турнира в Антверпене и Мастерса в Париже. На Итоговом турнире французский дуэт сыграл плохо, проиграв все три матча в своей группе. По итогам сезона Эрбер занял 78-е место в одиночном рейтинге, а в парном завершил сезон на втором месте.
На Открытом чемпионате Австралии 2017 года дуэт Маю и Эрбер смог доиграть до четвертьфинала. В феврале Эрбер через квалификацию попал в одиночную сетку турнира в Роттердаме и смог в четвертьфинале впервые в карьере обыграть теннисиста из топ-10, нанеся поражение № 8 в мире на тот момент — Доминику Тиму. В полуфинале он проиграл бельгийцу Давиду Гоффену. Больше сильных результатов в одиночном разряде до конца сезона Эрбер не показывал. В мае на Мастерсе в Риме Эрберу в паре с Маю удалось выиграть очередной титул. Следующих успехов Маю и Эрбер добились в августе на связке Мастерсов в Монреале и Цинциннати, где смогли стать чемпионами, а Эрбер завоевал свой 10-й и 11-й парный титул в Туре. На протяжении сезона Эрбер привлекался за игры в сборной Франции на Кубке Дэвиса и выиграл три парные и одну одиночную игры. В финале с бельгийцами он был заигран в паре с Ришаром Гаске и их дуэт смог выиграть важное очко для своей команды. Французы смогли победить с общим счётом 3-2 и взять престижный командный трофей.

### 2018—2019 (карьерный Большой шлем и победа на Итоговом турнире)

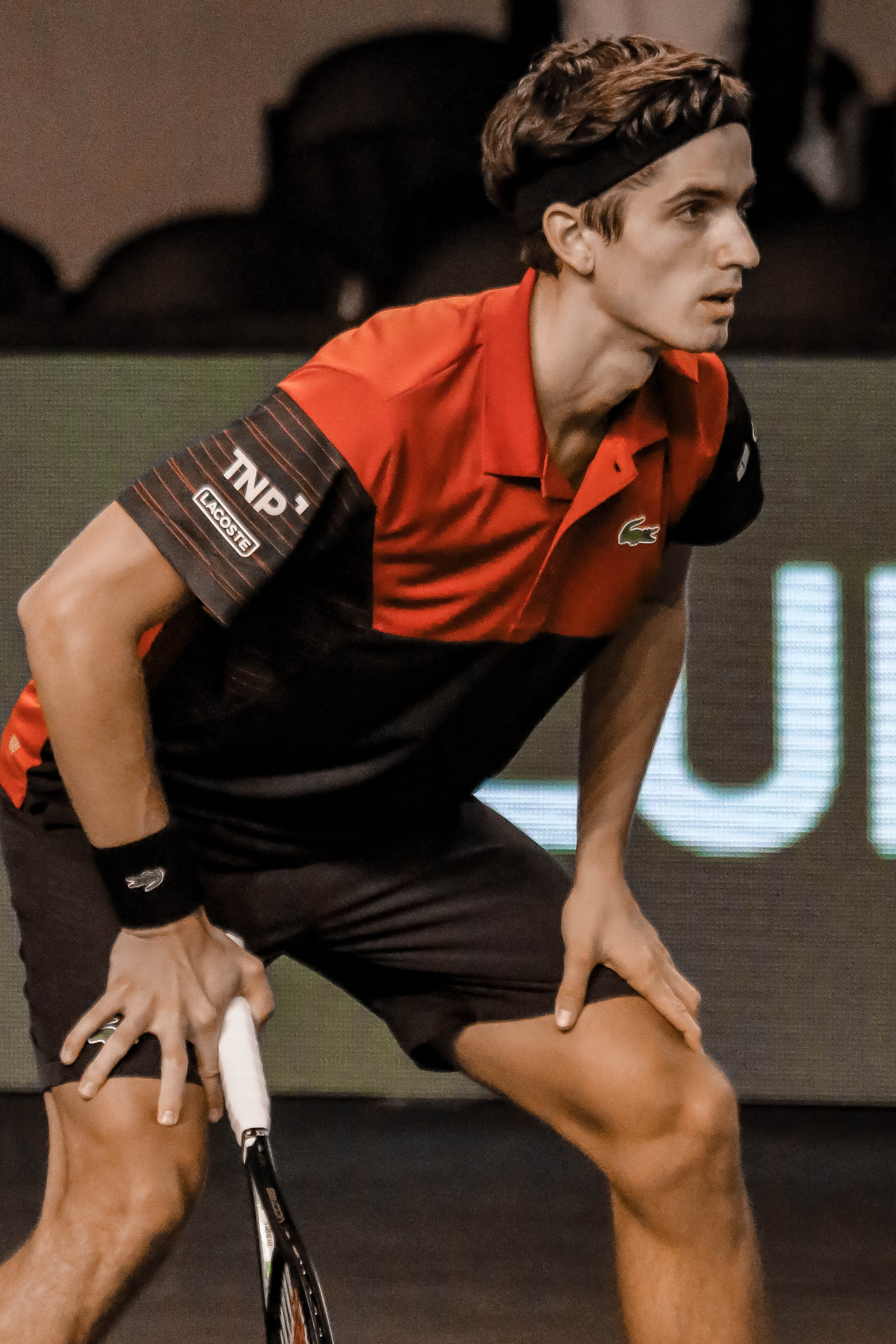
Эрбер на Мастерсе в Париже 2019 года

На старте сезона 2018 года Эрбер смог выйти в четвертьфинал турнира в Пуне. Там же он достиг финала в парном разряде в альянсе с Жилем Симоном. Не сложилось у Эрбера на Открытом чемпионате Австралии, где в первом круге француз уступил Денису Истомину из Узбекистана. В феврале 2018 года на турнире в Роттердаме французский дуэт Маю и Эрбер выиграли парный титул, обыграв в финале пару Оливер Марах и Мате Павич. В марте на Мастерсе в Индиан-Уэллсе Эрбер далеко для себя прошёл в одиночках, достигнув четвёртого раунда. На Открытом чемпионате Франции в одиночном разряде француз сумел впервые в карьере дойти до третьего раунда. Главного успеха он добился в парном разряде. На Ролан Гаррос Маю и Эрбер вновь встретились в финале с парой Марах и Павич и смогли одержать победу. Победа в Париже принесла французам третий в карьере титул Большого шлема.
В июне 2018 года на турнире в Антальи Эрбер смог пройти в четвертьфинал. На Уимблдоне и Открытом чемпионате США его результатом стал выход во второй раунд. В сентябре он смог сыграть во втором в карьере одиночном финале Мирового тура. Произошло это на турнире в Шэньчжэне, где во втором раунде он смог выбить № 2 посева Стефаноса Циципаса, а в титульном матче проиграл японцу Ёсихито Нисиоки — 5-7, 6-2, 4-6. Затем Эрбер сыграл в финале «челленджера» в Ортизее и через неделю поднялся на время в топ-50 одиночного рейтинга. В это время сильных результатов в паре он не показывал. На Итоговом турнире в Лондоне Маю и Эрбер дошли до финала, где проиграли Майку Брайану и Джеку Соку со счётом 7:5, 1:6, [11:13]. Пьер-Юг не смог завершить сезон в топ-10 парного рейтинга, заняв 12-ю строчку. Зато в одиночном разряде впервые финишировал на 55-м месте. В Кубке Дэвиса Эрбер смог помочь Франции выйти в финал второй год подряд, выиграв две парные встречи. В решающем матче против сборной Хорватии Маю и Эрбер смогли выиграть парный матч, однако партнёры по команде проиграли три одиночные встречи и не защитили свой прошлогодний титул.
На первом для себя в 2019 году турнире в Дохе Эрбер смог переиграть в первом раунде № 8 в мире Доминика Тима и в целом доиграть до 1/4 финала. Также в Дохе он смог выиграть парный приз в партнёрстве с бельгийцем Давидом Гоффеном. На Открытом чемпионате Австралии он дошёл до третьего раунда, где проиграл канадцу Милошу Раоничу в трёх сетах. В парном разряде в Австралии Николя Маю и Пьер-Юг Эрбер стали обладателями «карьерного Большого шлема», взяв по разу титул на всех четырёх турнирах серии. Победа в Мельбурне позволила Эрберу подняться на четвёртое место парного рейтинга. В феврале Эрбер сыграл третий в карьере одиночный финал в Туре. Он смог пройти в него на зальном турнире в Монпелье, где его переиграл соотечественник Жо-Вильфрид Тсонга. Этот результат позволил французу занять самое высокое в карьере — 36-е место одиночного рейтинга. В марте Пьер-Юг Эрбер заявил, что хочет сосредоточиться на одиночном разряде и поэтому временно прекращает постоянные игры с Маю в парах.
В апреле 2019 года на Мастерсе в Монте-Карло Эрберу удалось обыграть во втором раунде № 6 в мире Кэя Нисикори, однако в следующем раунде он проиграл хорвату Борна Чоричу. После этого француз сыграл на турнире в Будапеште и смог там пройти в полуфинал. На Ролан Гаррос после пятисетовой победы над Даниилом Медведевым он проиграл во втором раунде в 4,5 часовом матче Бенуа Перу. В июне на траве турнира в Халле Эрбер смог выйти в полуфинал. В июле на Уимблдонском турнире проиграл в первом раунде Кевину Андерсону в трёх сетах. На Уимблдоне он сыграл в парном разряде с Энди Марреем, решившим продолжить свою карьеру, в результате чего между Маю и Эрбером произошёл конфликт.
Перед Открытым чемпионатом США разногласия между Маю и Эрбером были забыты, и они сыграли в парном разряде. Однако турнир завершился для них уже в первом круге поражением от Рохана Бопанны и Дениса Шаповалова. Их победа на Мастерсе в Париже позволила занять восьмое место в гонке ATP и пробиться на Итоговый турнир года. На групповом этапе они одержали три победы, одолев в первом матче Хуана-Себастьяна Кабаля и Роберта Фару, во втором Кевина Кравица и Андреаса Миса, а в третьем Жана-Жюльена Ройера и Хорию Текэу, каждый в двух сетах. Выйдя из группы с первого места, они затем обыграли в полуфинале пару Лукаш Кубот и Марсело Мело в двух сетах. В финале турнира они одержали ещё одну двухсетовую победу над парой Майкл Винус и Равен Класен. Таким образом, Маю с Эрбером выиграли Итоговый турнир, не отдав ни одного сета. Эрбер завершил сезон на пятом месте парного рейтинга.

### 2020—2022 (пятый титул Большого шлема и победа на Итоговом турнире)
В январе 2020 года Эрбер дошёл до четвертьфинала турнира в Дохе, а на Открытом чемпионате Австралии проиграл во втором раунде. Переехав в феврале, в Европу на зальные турниры он вышел в 1/4 финала в Монпелье, а затем выиграл с Маю парный титул турнира в Роттердаме. Осенью Маю и Эрбер выиграли титул на турнире в Кёльне.
Сезон 2021 года Маю и Эрбер провели достаточно удачно. На Открытом чемпионате Австралии они добрались до четвертьфинала. В марте Эрбер показал хороший результат в одиночном разряде, пройдя в финал зального турнира в Марселе. На своём пути он смог переиграть в 1/4 финала № 5 в мире Стефаноса Циципаса. Однако уже в четвёртый раз француз проиграл решающий матч и не смог выиграть первый одиночный титул в Туре. Его обидчиком стал россиянин Даниил Медведев. Первого финала в сезоне пара Маю и Эрбер достигла в мае на разминочном перед Ролан Гаррос турнире в Лионе. Открытый чемпионат Франции прошёл для них успешно. Маю и Эрбер смогли в борьбе взять титул (пять из шести матчей закончились победой в трёх сетах и трижды они отыгрывались после поражения в первом сете в том числе и в финале). Французский дуэт во второй раз выиграл в Париже (первый в 2018 году) и завоевал уже пятый титул Большого шлема. После успеха в Париже Маю и Эрбер выиграли турнир на траве в Лондоне и Пьер-Юг переместился на шестое место парного рейтинга. Однако Уимблдон завершился для них уже во втором раунде из-за травмы Эрбера.
Олимпийские игры в Токио завершились для Эрбера поражением в первом раунде в мужских парах (с Маю) и в миксте (с Ферро). На Открытом чемпионате США Маю и Эрбер доиграли до четвертьфинала. В концовке сезона пара Маю и Эрбер добралась до финала Мастерса в Париже, а затем во второй раз в карьере смогла выиграть Итоговый турнир. На групповом этапе французы проиграли только дуэту Раджив Рам и Джо Солсбери на решающем тай-брейке, однако прошли в плэй-офф и в финале смогли взять реванш у этой пары со счётом 6:4,
7:6(0). На финально турнире Кубка Дэвиса Маю и Эрбер сыграли только один матч, в котором победили, но сборная Франции не смогла выйти из группы. По итогу сезона Маю стал восьмым в парном рейтинге.
Первый титул в 2022 году Маю и Эрбер выиграли в феврале на зальном турнире в Монпелье.

## Рейтинг на конец года
| Год  | Одиночный рейтинг | Парный рейтинг |
| 2024 | 148               | 346            |
| 2023 | 237               | 77             |
| 2022 | 305               | 193            |
| 2021 | 110               | 8              |
| 2020 | 83                | 23             |
| 2019 | 65                | 5              |
| 2018 | 55                | 12             |
| 2017 | 81                | 13             |
| 2016 | 78                | 2              |
| 2015 | 167               | 14             |
| 2014 | 111               | 63             |
| 2013 | 151               | 151            |
| 2012 | 257               | 139            |
| 2011 | 361               | 135            |
| 2010 | 498               | 290            |

## Выступления на турнирах

### Финалы турнировATPв одиночном разряде (4)

#### Поражения (4)
| Титулы                        |
| ----------------------------- |
| Турниры Большого шлема (0+5)* |
| Итоговый турнир ATP (0+2)     |
| Мастерс (0+7)                 |
| АТР 500 (0+7)                 |
| АТР 250 (0+3)                 |

| Титулы по покрытиям | Титулы по месту проведения матчей турнира |
| ------------------- | ----------------------------------------- |
| Хард (0+16)*        | Зал (0+7)                                 |
| Грунт (0+4)         | Зал (0+7)                                 |
| Трава (0+4)         | Открытый воздух (0+17)                    |
| Ковёр (0)           | Открытый воздух (0+17)                    |

* количество побед в одиночном разряде + количество побед в парном разряде.
| №  | Дата             | Турнир              | Покрытие   | Соперник в финале  | Счёт           |
| 1. | 29 августа 2015  | Уинстон-Сейлем, США | Хард       | Кевин Андерсон     | 4-6 5-7        |
| 2. | 30 сентября 2018 | Шэньчжэнь, Китай    | Хард       | Ёсихито Нисиока    | 5-7 6-2 4-6    |
| 3. | 10 февраля 2019  | Монпелье, Франция   | Хард (зал) | Жо-Вильфрид Тсонга | 4-6 2-6        |
| 4. | 14 марта 2021    | Марсель, Франция    | Хард (зал) | Даниил Медведев    | 4-6 7-6(4) 4-6 |

### Финалы челленджеров и фьючерсов в одиночном разряде (17)

#### Победы (11)
| Условные обозначения |
| Челленджеры (5+19)*  |
| Фьючерсы (6+13)      |

| Титулы по покрытиям | Титулы по месту проведения матчей турнира |
| ------------------- | ----------------------------------------- |
| Хард (8+21)*        | Зал (7+12)                                |
| Грунт (3+11)        | Зал (7+12)                                |
| Трава (0)           | Открытый воздух (4+20)                    |
| Ковёр (0)           | Открытый воздух (4+20)                    |

* количество побед в одиночном разряде + количество побед в парном разряде.
| №   | Дата             | Турнир                     | Покрытие   | Соперник в финале | Счёт        |
| 1.  | 18 сентября 2011 | Мюлуз, Франция             | Хард (зал) | Жослан Уанна      | 6-4 6-4     |
| 2.  | 8 июля 2012      | Монтобан, Франция          | Грунт      | Давид Гес         | 7-6(8) 7-5  |
| 3.  | 20 октября 2012  | Акко, Израиль              | Хард       | Адриан Сикора     | 6-4 6-2     |
| 4.  | 27 января 2013   | Брессюир, Франция          | Хард (зал) | Ромен Жуан        | 6-3 6-2     |
| 5.  | 30 июня 2013     | Рёмерберг, Франция         | Грунт      | Александр Ричард  | 6-4 6-4     |
| 6.  | 7 июля 2013      | Монтобан, Франция          | Грунт      | Бенжамен Баллере  | 6-2 2-6 6-3 |
| 7.  | 16 февраля 2014  | Кемпер, Франция            | Хард (зал) | Венсан Мийо       | 7-6(5) 6-3  |
| 8.  | 9 ноября 2014    | Муийрон-ле-Каптиф, Франция | Хард (зал) | Марсель Ильхан    | 6-2 6-3     |
| 9.  | 14 февраля 2016  | Бергамо, Италия            | Хард (зал) | Егор Герасимов    | 6-3 7-6(5)  |
| 10. | 2 октября 2016   | Орлеан, Франция            | Хард (зал) | Норберт Гомбош    | 7-5 4-6 6-3 |
| 11. | 28 января 2024   | Кемпер, Франция            | Хард (зал) | Дуе Айдукович     | 6-3 6-2     |

#### Поражения (6)
| №  | Дата            | Турнир                                  | Покрытие   | Соперник в финале   | Счёт           |
| 1. | 4 декабря 2010  | Санто-Доминго, Доминиканская республика | Хард       | Виктор Эстрелья     | 1-6 3-6        |
| 2. | 13 августа 2011 | Юрмала, Латвия                          | Грунт      | Клаудио Грасси      | 3-6 4-6        |
| 3. | 9 октября 2011  | Лаймен, Германия                        | Хард (зал) | Тим Пютц            | 3-6 3-6        |
| 4. | 14 октября 2018 | Ортизеи, Италия                         | Хард (зал) | Уго Юмбер           | 4-6 2-6        |
| 5. | 31 марта 2024   | Неаполь, Италия                         | Грунт      | Лука Нарди          | 7-5 6-7(3) 2-6 |
| 6. | 26 января 2025  | Кемпер, Франция                         | Хард (зал) | Саша Гемар Вайенбур | 7-6(3) 1-6 2-6 |

### Финалы турниров Большого шлема в парном разряде (6)

#### Победы (5)
| №  | Год  | Турнир                         | Покрытие | Партнёр    | Соперники в финале                | Счёт           |
| 1. | 2015 | Открытый чемпионат США         | Хард     | Николя Маю | Джейми Маррей Джон Пирс           | 6-4 6-4        |
| 2. | 2016 | Уимблдон                       | Трава    | Николя Маю | Жюльен Беннето Эдуар Роже-Васслен | 6-4 7-6(1) 6-3 |
| 3. | 2018 | Открытый чемпионат Франции     | Грунт    | Николя Маю | Оливер Марах Мате Павич           | 6-2 7-6(4)     |
| 4. | 2019 | Открытый чемпионат Австралии   | Хард     | Николя Маю | Хенри Континен Джон Пирс          | 6-4 7-6(1)     |
| 5. | 2021 | Открытый чемпионат Франции (2) | Грунт    | Николя Маю | Александр Бублик Андрей Голубев   | 4-6 7-6(1) 6-4 |

#### Поражения (1)
| №  | Год  | Турнир                       | Покрытие | Партнёр    | Соперники в финале           | Счёт    |
| 1. | 2015 | Открытый чемпионат Австралии | Хард     | Николя Маю | Симоне Болелли Фабио Фоньини | 4-6 4-6 |

### Финалы Итогового турнираATPв парном разряде (3)

#### Победы (2)
| №  | Год  | Турнир                 | Покрытие   | Партнёр    | Соперники в финале       | Счёт       |
| 1. | 2019 | Лондон, Великобритания | Хард (зал) | Николя Маю | Майкл Винус Равен Класен | 6-3 6-4    |
| 2. | 2021 | Турин, Италия          | Хард (зал) | Николя Маю | Раджив Рам Джо Солсбери  | 6-4 7-6(0) |

#### Поражения (1)
| №  | Год  | Турнир                 | Покрытие   | Партнёр    | Соперники в финале   | Счёт            |
| 1. | 2018 | Лондон, Великобритания | Хард (зал) | Николя Маю | Майк Брайан Джек Сок | 7-5 1-6 [11-13] |

### Финалы турнировATPв парном разряде (34)

#### Победы (24)
| №   | Дата             | Турнир                         | Покрытие   | Партнёр          | Соперники в финале                | Счёт               |
| 1.  | 5 октября 2014   | Токио, Япония                  | Хард       | Михал Пшисенжний | Иван Додиг Марсело Мело           | 6-3 6-7(3) [10-5]  |
| 2.  | 21 июня 2015     | Лондон, Великобритания         | Трава      | Николя Маю       | Ненад Зимонич Марцин Матковский   | 6-2 6-2            |
| 3.  | 12 сентября 2015 | Открытый чемпионат США         | Хард       | Николя Маю       | Джейми Маррей Джон Пирс           | 6-4 6-4            |
| 4.  | 19 марта 2016    | Индиан-Уэллс, США              | Хард       | Николя Маю       | Вашек Поспишил Джек Сок           | 6-3 7-6(5)         |
| 5.  | 2 апреля 2016    | Майами, США                    | Хард       | Николя Маю       | Равен Класен Раджив Рам           | 5-7 6-1 [10-7]     |
| 6.  | 17 апреля 2016   | Монте-Карло, Монако            | Грунт      | Николя Маю       | Джейми Маррей Бруно Соарес        | 4-6 6-0 [10-6]     |
| 7.  | 19 июня 2016     | Лондон, Великобритания (2)     | Трава      | Николя Маю       | Крис Гуччоне Андре Са             | 6-3 7-6(5)         |
| 8.  | 9 июля 2016      | Уимблдон                       | Трава      | Николя Маю       | Жюльен Беннето Эдуар Роже-Васслен | 6-4 7-6(1) 6-3     |
| 9.  | 21 мая 2017      | Рим, Италия                    | Грунт      | Николя Маю       | Марсель Гранольерс Иван Додиг     | 4-6 6-4 [10-3]     |
| 10. | 13 августа 2017  | Монреаль, Канада               | Хард       | Николя Маю       | Рохан Бопанна Иван Додиг          | 6-4 3-6 [10-6]     |
| 11. | 20 августа 2017  | Цинциннати, США                | Хард       | Николя Маю       | Джейми Маррей Бруно Соарес        | 7-6(6) 6-4         |
| 12. | 18 февраля 2018  | Роттердам, Нидерланды          | Хард (зал) | Николя Маю       | Оливер Марах Мате Павич           | 2-6 6-2 [10-7]     |
| 13. | 9 июня 2018      | Открытый чемпионат Франции     | Грунт      | Николя Маю       | Оливер Марах Мате Павич           | 6-2 7-6(4)         |
| 14. | 4 января 2019    | Доха, Катар                    | Хард       | Давид Гоффен     | Матве Мидделкоп Робин Хасе        | 5-7 6-4 [10-4]     |
| 15. | 27 января 2019   | Открытый чемпионат Австралии   | Хард       | Николя Маю       | Хенри Континен Джон Пирс          | 6-4 7-6(1)         |
| 16. | 3 ноября 2019    | Париж, Франция                 | Хард (зал) | Николя Маю       | Андрей Рублёв Карен Хачанов       | 6-4 6-1            |
| 17. | 17 ноября 2019   | Итоговый турнир ATP            | Хард (зал) | Николя Маю       | Майкл Винус Равен Класен          | 6-3 6-4            |
| 18. | 16 февраля 2020  | Роттердам, Нидерланды (3)      | Хард (зал) | Николя Маю       | Хенри Континен Ян-Леннард Штруфф  | 7-6(5) 4-6 [10-7]  |
| 19. | 18 октября 2020  | Кёльн, Германия                | Хард (зал) | Николя Маю       | Лукаш Кубот Марсело Мело          | 6-4 6-4            |
| 20. | 12 июня 2021     | Открытый чемпионат Франции (2) | Грунт      | Николя Маю       | Александр Бублик Андрей Голубев   | 4-6 7-6(1) 6-4     |
| 21. | 20 июня 2021     | Лондон, Великобритания (3)     | Трава      | Николя Маю       | Райли Опелка Джон Пирс            | 6-4 7-5            |
| 22. | 21 ноября 2021   | Итоговый турнир ATP (2)        | Хард (зал) | Николя Маю       | Раджив Рам Джо Солсбери           | 6-4 7-6(0)         |
| 23. | 6 февраля 2022   | Монпелье, Франция              | Хард (зал) | Николя Маю       | Ллойд Гласспул Харри Хелиёваара   | 4-6 7-6(3) [12-10] |
| 24. | 16 февраля 2025  | Марсель, Франция               | Хард (зал) | Бенжамен Бонзи   | Сандер Жийе Ян Зелиньский         | 6-3 6-4            |

#### Поражения (10)
| №   | Дата             | Турнир                       | Покрытие   | Партнёр          | Соперники в финале                | Счёт              |
| 1.  | 31 января 2015   | Открытый чемпионат Австралии | Хард       | Николя Маю       | Симоне Болелли Фабио Фоньини      | 4-6 4-6           |
| 2.  | 14 июня 2015     | Хертогенбос, Нидерланды      | Трава      | Николя Маю       | Иво Карлович Лукаш Кубот          | 2-6 6-7(9)        |
| 3.  | 27 сентября 2015 | Мец, Франция                 | Хард (зал) | Николя Маю       | Лукаш Кубот Эдуар Роже-Васслен    | 6-2 3-6 [7-10]    |
| 4.  | 23 октября 2016  | Антверпен, Бельгия           | Хард (зал) | Николя Маю       | Даниэль Нестор Эдуар Роже-Васслен | 4-6 4-6           |
| 5.  | 6 ноября 2016    | Париж, Франция               | Хард (зал) | Николя Маю       | Хенри Континен Джон Пирс          | 4-6 6-3 [6-10]    |
| 6.  | 6 января 2018    | Пуна, Индия                  | Хард       | Жиль Симон       | Матве Мидделкоп Робин Хасе        | 6-7(5) 6-7(5)     |
| 7.  | 18 ноября 2018   | Итоговый турнир ATP          | Хард (зал) | Николя Маю       | Майк Брайан Джек Сок              | 7-5 1-6 [11-13]   |
| 8.  | 23 мая 2021      | Лион, Франция                | Грунт      | Николя Маю       | Юго Нис Тим Пютц                  | 4-6 7-5 [8-10]    |
| 9.  | 7 ноября 2021    | Париж, Франция (2)           | Хард (зал) | Николя Маю       | Майкл Винус Тим Пютц              | 3-6 7-6(4) [9-11] |
| 10. | 9 ноября 2024    | Мец, Франция (2)             | Хард (зал) | Альбано Оливетти | Сандер Арендс Люк Джонсон         | 4-6 6-3 [3-10]    |

### Финалы челленджеров и фьючерсов в парном разряде (41)

#### Победы (32)
| №   | Дата             | Турнир                                  | Покрытие   | Партнёр            | Соперники в финале                      | Счёт               |
| 1.  | 15 августа 2010  | Фридберг, Германия                      | Грунт      | Николас Мейстер    | Джошуа Кроуи Пирмин Хенле               | 4-6 6-3 [10-6]     |
| 2.  | 24 октября 2010  | Орлеан, Франция                         | Хард (зал) | Николя Ренаван     | Себастьян Грожан Николя Маю             | 7-6(3) 1-6 [10-6]  |
| 3.  | 4 декабря 2010   | Санто-Доминго, Доминиканская республика | Хард       | Кевин Кравиц       | Пьеро Луиси Роман Рекарте               | 7-6(4) 6-3         |
| 4.  | 11 декабря 2010  | Санто-Доминго, Доминиканская республика | Хард       | Ромен Сишез        | Микелис Либитис Денис Павлов            | 7-6(8) 6-3         |
| 5.  | 6 марта 2011     | Шербур-Октевиль, Франция                | Хард (зал) | Николя Ренаван     | Николя Маю Эдуар Роже-Васслен           | 3-6 6-4 [10-5]     |
| 6.  | 24 апреля 2011   | Грас, Франция                           | Грунт      | Николя Ренаван     | Аллен Перел Габриэль Трухильо-Солер     | 6-3 6-2            |
| 7.  | 19 июня 2011     | Блуа, Франция                           | Грунт      | Николя Ренаван     | Мартин Алунд Гильермо Буйневич          | 3-6 6-4 [10-8]     |
| 8.  | 3 июля 2011      | Монтобан, Франция                       | Грунт      | Николя Ренаван     | Фабрис Мартен Александр Сидоренко       | 6-4 6-4            |
| 9.  | 11 сентября 2011 | Сен-Реми-де-Прованс, Франция            | Хард       | Эдуар Роже-Васслен | Арно Клеман Николя Ренаван              | 6-0 4-6 [10-7]     |
| 10. | 18 сентября 2011 | Мюлуз, Франция                          | Хард (зал) | Альбано Оливетти   | Джеймс Класки Фабрис Мартен             | 6-3 6-4            |
| 11. | 23 октября 2011  | Орлеан, Франция                         | Хард (зал) | Николя Ренаван     | Симоне Ваньоцци Давид Шкох              | 7-5 6-3            |
| 12. | 29 октября 2011  | Родез, Франция                          | Хард (зал) | Альбано Оливетти   | Жан Андерсен Джеймс Класки              | 6-4 6-3            |
| 13. | 8 января 2012    | Шэньчжэнь, Китай                        | Хард       | Иво Клец           | Ли Синьхань Пэн Сяньинь                 | 6-4 6-2            |
| 14. | 12 февраля 2012  | Кемпер, Франция                         | Хард (зал) | Максим Тейшейра    | Дастин Браун Джонатан Маррей            | 7-6(5) 6-4         |
| 15. | 1 апреля 2012    | Ле-Госье, Гваделупа                     | Хард       | Альбано Оливетти   | Джордан Керр Пол Хенли                  | 7-5 1-6 [10-7]     |
| 16. | 20 октября 2012  | Акко, Израиль                           | Хард       | Хенрик Силланпа    | Уэсли Колхоф Стефан Франсен             | 6-4 6-3            |
| 17. | 27 января 2013   | Брессюир, Франция                       | Хард (зал) | Николя Ренаван     | Джеймс Класки Горан Тошич               | 6-2 7-6(7)         |
| 18. | 14 апреля 2013   | Итажаи, Бразилия                        | Грунт      | Джеймс Дакворт     | Гильерме Клезар Фабрисио Нейс           | 7-5 6-2            |
| 19. | 30 июня 2013     | Рёмерберг, Германия                     | Грунт      | Альбано Оливетти   | Марек Михаличка Давид Пултр             | 6-7(3) 6-4 [10-5]  |
| 20. | 7 июля 2013      | Монтобан, Франция                       | Грунт      | Бенжамин Баллере   | Жюльен Обри Адриен Пюже                 | 6-4 7-6(8)         |
| 21. | 14 июля 2013     | Сан-Бенедетто-дель-Тронто, Италия       | Грунт      | Максим Тейшейра    | Алессандро Джанесси Жуан Соуза          | 6-4 6-3            |
| 22. | 8 сентября 2013  | Сен-Реми-де-Прованс, Франция            | Хард       | Альбано Оливетти   | Марк Жикель Жослан Уанна                | 6-3 6-7(5) [15-13] |
| 23. | 16 февраля 2014  | Кемпер, Франция                         | Хард (зал) | Альбано Оливетти   | Тони Андроич Никола Мектич              | 6-4 6-3            |
| 24. | 4 мая 2014       | Тунис, Тунис                            | Грунт      | Адиль Шамасдин     | Стефан Франсен Йессе Хута Галунг        | 6-3 7-6(5)         |
| 25. | 7 сентября 2014  | Сен-Реми-де-Прованс, Франция            | Хард       | Константин Кравчук | Мартен Весс Давид Гес                   | 6-1 7-6(3)         |
| 26. | 9 ноября 2014    | Муийрон-ле-Каптиф, Франция              | Хард (зал) | Николя Маю         | Тобиас Камке Филипп Маркс               | 6-3 6-4            |
| 27. | 21 февраля 2016  | Вроцлав, Польша                         | Хард (зал) | Альбано Оливетти   | Никола Мектич Антонио Шанчич            | 6-3 7-6(4)         |
| 28. | 23 августа 2020  | Прага, Чехия                            | Грунт      | Артур Риндеркнеш   | Зденек Коларж Лукаш Росол               | 6-3 6-4            |
| 29. | 3 октября 2021   | Орлеан, Франция                         | Хард (зал) | Альбано Оливетти   | Кириан Жаке Антуан Оан                  | 6-2 2-6 [11-9]     |
| 30. | 27 марта 2022    | Биль, Швейцария                         | Хард (зал) | Альбано Оливетти   | Пурав Раджа Рамкумар Раманатхан         | 6-3 6-4            |
| 31. | 16 июля 2023     | Брауншвейг, Германия                    | Грунт      | Артюр Реймон       | Арджун Кадхе Ритхвик Чаудари Боллипалли | 7-6(7) 6-4         |
| 32. | 30 июля 2023     | Сеговия, Испания                        | Хард       | Дан Аддед          | Фрэнсис Алькантара Сунь Фацзин          | 4-6 6-3 [12-10]    |

#### Поражения (9)
| №  | Дата            | Турнир                   | Покрытие   | Партнёр          | Соперники в финале                | Счёт              |
| 1. | 20 июня 2010    | Блуа, Франция            | Грунт      | Ксавье Пюжо      | Жером Инзерильо Жонатан Эйссерик  | 3-6 2-6           |
| 2. | 31 июля 2011    | Тампере, Финляндия       | Грунт      | Николя Ренаван   | Давид Гес Жонатан Даньер де Вежи  | 7-5 4-6 [5-10]    |
| 3. | 8 июля 2012     | Монтобан, Франция        | Грунт      | Юго Нис          | Николя Ренаван Жонатан Эйссерик   | 7-6(3) 4-6 [9-11] |
| 4. | 27 октября 2012 | Ашкелон, Израиль         | Хард       | Дави Сум         | Уэсли Колхоф Стефан Франсен       | 4-6 4-6           |
| 5. | 28 апреля 2013  | Сан-Паулу, Бразилия      | Грунт      | Джеймс Серретани | Марсело Демолинер Жуан Соуза      | 4-6 6-3 [6-10]    |
| 6. | 2 марта 2014    | Шербур-Октевиль, Франция | Хард (зал) | Альбано Оливетти | Хенри Континен Константин Кравчук | 4-6 7-6(3) [7-10] |
| 7. | 27 апреля 2014  | Верчелли, Италия         | Грунт      | Альбано Оливетти | Маттео Донати Стефано Наполитано  | 6-7(2) 3-6        |
| 8. | 8 января 2023   | Оэйраш, Португалия       | Хард (зал) | Жонатан Эйссерик | Виктор Влад Корня Петр Ноуза      | 3-6 6-7(3)        |
| 9. | 5 января 2025   | Канберра, Австралия      | Хард       | Жером Ким        | Райан Седжерман Элиот Спиццирри   | 6-1 5-7 [5-10]    |

### Финалы командных турниров (2)

#### Победа (1)
| №  | Год  | Турнир       | Команда                                         | Соперник в финале                                  | Счёт |
| -- | ---- | ------------ | ----------------------------------------------- | -------------------------------------------------- | ---- |
| 1. | 2017 | Кубок Дэвиса | Франция Р.Гаске, Л.Пуй, Ж.-В.Тсонга, П.-Ю.Эрбер | Бельгия Р.Бемельманс, Д.Гоффен, С.Дарси, Й.де Лоре | 3-2  |

#### Поражение (1)
| №  | Год  | Турнир       | Команда                                                | Соперник в финале                           | Счёт |
| 1. | 2018 | Кубок Дэвиса | Франция Н.Маю, Л.Пуй, Ж.-В.Тсонга, Ж.Шарди, П.-Ю.Эрбер | Хорватия И.Додиг, М.Павич, М.Чилич, Б.Чорич | 1-3  |

## История выступлений на турнирах
По состоянию на 20 ноября 2023 года
Для того, чтобы предотвратить неразбериху и удваивание счета, информация в этой таблице корректируется только по окончании турнира или по окончании участия там данного игрока.
| Турнир                       | 2011  | 2012  | 2013          | 2014          | 2015          | 2016   | 2017          | 2018          | 2019          | 2020          | 2021  | 2022          | 2023          | Итог   | В/П за карьеру |
| ---------------------------- | ----- | ----- | ------------- | ------------- | ------------- | ------ | ------------- | ------------- | ------------- | ------------- | ----- | ------------- | ------------- | ------ | -------------- |
| Турниры Большого шлема       |       |       |               |               |               |        |               |               |               |               |       |               |               |        |                |
| Открытый чемпионат Австралии | -     | -     | -             | -             | Ф             | 2Р     | 1/4           | 2Р            | П             | 1Р            | 1/4   | -             | -             | 1 / 7  | 19-6           |
| Открытый чемпионат Франции   | 1Р    | 1Р    | 1Р            | 1Р            | 3Р            | 3Р     | 1Р            | П             | -             | 3Р            | П     | 1Р            | 1Р            | 2 / 12 | 18-10          |
| Уимблдонский турнир          | -     | -     | -             | К             | 3Р            | П      | 2Р            | 2Р            | 2Р            | НП            | 2Р    | -             | 1Р            | 1 / 7  | 12-6           |
| Открытый чемпионат США       | -     | -     | -             | -             | П             | 1/2    | 1Р            | 3Р            | 1Р            | -             | 1/4   | -             | 1/2           | 1 / 7  | 19-6           |
| Итог                         | 0 / 1 | 0 / 1 | 0 / 1         | 0 / 1         | 1 / 4         | 1 / 4  | 0 / 4         | 1 / 4         | 1 / 3         | 0 / 2         | 1 / 4 | 0 / 1         | 0 / 3         | 5 / 33 |                |
| В/П в сезоне                 | 0-1   | 0-1   | 0-1           | 0-1           | 15-3          | 13-3   | 4-4           | 10-3          | 7-2           | 2-2           | 13-3  | 0-1           | 4-3           |        | 68-28          |
| Итоговые турниры             |       |       |               |               |               |        |               |               |               |               |       |               |               |        |                |
| Итоговый турнир ATP          | -     | -     | -             | -             | Группа        | Группа | Группа        | Ф             | П             | -             | П     | -             | -             | 2 / 6  | 14-9           |
| Олимпийские игры             |       |       |               |               |               |        |               |               |               |               |       |               |               |        |                |
| Летняя олимпиада             | НП    | -     | Не проводился | Не проводился | Не проводился | 1Р     | Не проводился | Не проводился | Не проводился | Не проводился | 1Р    | Не проводился | Не проводился | 0 / 2  | 0-2            |

К — проиграл в квалификационном турнире.

## История результатов матчей на выигранных турнирах Большого шлема
Открытый чемпионат США-2015 (в паре с Николя Маю)
| Стадия  | Соперники (посев)                     | Рейтинг  | Счёт              |
| 1 раунд | Гильермо Дуран Виктор Эстрелья Бургос | 73 / 175 | 6-3 6-4           |
| 2 раунд | Майкл Винус Мате Павич                | 47 / 55  | 6-3 6-7(9) 7-6(7) |
| 3 раунд | Марсель Гранольерс Марк Лопес (7)     | 16 / 13  | 6-2 6-3           |
| 1/4     | Жан-Жюльен Ройер Хория Текэу (3)      | 6 / 5    | 7-6(5) 6-4        |
| 1/2     | Доминик Инглот Роберт Линдстедт       | 39 / 32  | 7-5 6-2           |
| Финал   | Джейми Маррей Джон Пирс (8)           | 15 / 14  | 6-4 6-4           |

Уимблдон-2016 (в паре с Николя Маю)
| Стадия  | Соперники (посев)                   | Рейтинг   | Счёт                   |
| 1 раунд | Адриан Маннарино Люка Пуй           | 91 / 97   | 6-4 — отказ            |
| 2 раунд | Стефан Робер Дуди Села              | 372 / 151 | 6-1 6-3                |
| 3 раунд | Сэмюэль Грот Роберт Линдстедт       | 92 / 32   | 7-5 3-6 7-6(4) 6-3     |
| 1/4     | Хенри Континен Джон Пирс (10)       | 35 / 10   | 6-4 6-7(6) 6-4 7-6(8)  |
| 1/2     | Максим Мирный Трет Конрад Хьюи (12) | 25 / 24   | 6-4 3-6 6-7(3) 6-4 6-4 |
| Финал   | Жюльен Беннето Эдуар Роже-Васслен   | 75 / 14   | 6-4 7-6(1) 6-3         |

Открытый чемпионат Франции-2018 (в паре с Николя Маю)
| Стадия  | Соперники (посев)                  | Рейтинг  | Счёт           |
| 1 раунд | Роберт Линдстедт Марцин Матковский | 52 / 43  | 6-4 3-6 7-6(6) |
| 2 раунд | Матве Мидделкоп Робин Хасе         | 37 / 50  | 7-5 7-6(6)     |
| 3 раунд | Стив Джонсон Джек Сок              | 105 / 30 | 6-4 6-3        |
| 1/4     | Максимо Гонсалес Николас Ярри      | 78 / 109 | 6-4 7-6(8)     |
| 1/2     | Никола Мектич Александр Пейя (8)   | 21 / 23  | 6-3 6-4        |
| Финал   | Оливер Марах Мате Павич (2)        | 2 / 1    | 6-2 7-6(4)     |

Открытый чемпионат Австралии-2019 (в паре с Николя Маю)
| Стадия  | Соперники (посев)             | Рейтинг  | Счёт           |
| 1 раунд | Миша Зверев Давид Марреро     | 92 / 62  | 7-6(4) 6-3     |
| 2 раунд | Игорь Зеленай Денис Молчанов  | 67 / 64  | 7-5 6-7(5) 6-4 |
| 3 раунд | Раджив Рам Джо Солсбери (11)  | 22 / 27  | 4-6 7-6(5) 6-4 |
| 1/4     | Боб Брайан Майк Брайан (4)    | 13 / 1   | 6-4 7-6(3)     |
| 1/2     | Сэм Куэрри Райан Харрисон     | 72 / 108 | 6-4 6-2        |
| Финал   | Хенри Континен Джон Пирс (12) | 28 / 28  | 6-4 7-6(1)     |

Открытый чемпионат Франции-2021 (в паре с Николя Маю)
| Стадия  | Соперники (посев)                     | Рейтинг    | Счёт              |
| 1 раунд | Кэмерон Норри Джонни О'Мара           | 180 / 70   | 6-3 3-6 6-3       |
| 2 раунд | Ллойд Харрис Йонатан Эрлих            | 1 212 / 67 | 6-3 3-6 7-5       |
| 3 раунд | Робин Хасе Ян-Леннард Штруфф          | 39 / 60    | 0-6 6-3 7-6(5)    |
| 1/4     | Томислав Бркич Никола Чачич           | 66 / 53    | 7-6(5) 6-1        |
| 1/2     | Хуан Себастьян Кабаль Роберт Фара (2) | 4 / 3      | 6-7(2) 7-6(2) 6-4 |
| Финал   | Александр Бублик Андрей Голубев       | 101 / 82   | 4-6 7-6(1) 6-4    |

## Победы над теннисистами из топ-10
По состоянию на 20 ноября 2023 года
| №    | Игрок            | Рейтинг | Соревнование          | Покрытие | Этап       | Счёт             |
| 2017 | 2017             | 2017    | 2017                  | 2017     | 2017       | 2017             |
| ---- | ---------------- | ------- | --------------------- | -------- | ---------- | ---------------- |
| 1.   | Доминик Тим      | 8       | Роттердам, Нидерланды | Хард     | 1/4 финала | 6-4, 7-6(3)      |
| 2019 |                  |         |                       |          |            |                  |
| 2.   | Доминик Тим      | 8       | Доха, Катар           | Хард     | 1-й раунд  | 6-3, 7-5         |
| 3.   | Кэй Нисикори     | 6       | Монте-Карло, Монако   | Грунт    | 2-й раунд  | 7-5, 6-4         |
| 2021 |                  |         |                       |          |            |                  |
| 4.   | Стефанос Циципас | 5       | Марсель, Франция      | Хард(i)  | 1/4 финала | 6-7(6), 6-4, 6-2 |